# نجم مظلم (مادة مظلمة)

المادة المظلمة

النجم المظلم هو أحد أنواع النجوم والتي ربما كانت موجودة في مراحل مبكرة في الكون قبل تكٌون النجوم التقليدية، ربما تتألف هذه النجوم على الأغلب من مادة طبيعية مثل النجوم الحديثة، ولكن هناك نسبة عالية من المادة المظلمة بداخل هذه النجوم، وهذا سوف يولٌد حرارة عن طريق التفاعلات بين جزيئات المادة المظلمة، هذه الحرارة سوف تمنع النجوم من الانكماش إلى أحجام صغيرة نسبيا بالمقارنة مع النجوم الحديثة، وبالتالى منع حدوث الاندماج النووى بين ذرات المادة العادية.
وبموجب هذا النموذج فانه من المتوقع أن النجم المظلم هو سحابة هائلة من الهيدروجين والهيليوم يتراوح قطرها مابين 4 و2000 وحدة فلكية بينما تكون حرارة السطح منخفضة بما يكفى حيث أن الإشعاع المنبعث لا يمكن رؤيته بالعين المجردة.
وفى حدث غير محتمل، فان هذه النجوم قد تكون استمرت إلى العصر الحديث وفي هذه الحالة يمكن الكشف عنها بواسطة أشعة جاما المنبعثة منها والنيوترونات والمادة المضادة، ويمكن أن تكون مرتبطة مع الغيوم المتكونة من جزيئات غاز الهيدروجين الباردة والتي عادة لا تؤوى مثل هذه الجزيئات النشطة.